# Bootleg (Album)
Bootleg ist ein Musikalbum von Silke Eberhard, Daniel Casimir und Gerhard Gschlößl. Die am 30. Juli 2022 im Jugend(widerstands)museum Berlin in der Galiläakirche (Berlin-Friedrichshain) entstandenen Aufnahmen erschienen im Dezember 2022 im Eigenverlag der Beteiligten.

## Hintergrund
Das Konzert der drei Musiker, die zuvor noch nie als Trio zusammen gespielt hatten, fand in einer ehemaligen Kirche mit mehr als zwei Sekunden natürlichem Nachhall statt. Es war ein Abend improvisierter Musik mit drei Soloparts und einigen Trio-Improvisationen (von denen zwei veröffentlicht wurden). „Wir haben überhaupt nicht über irgendwelche Konzepte oder Konventionen gesprochen. Vom Rauschen bis zur Tonalität war alles möglich, keine Einschränkungen. Es wurde aufgenommen, nur um es sich anhören und ein neues Aufnahmegerät ausprobieren zu können“, schrieb Silke Eberhard in den Liner Notes. Erst Wochen später, nachdem sie die Aufnahme abgehört hatten, entschieden sie sich, die Musik zu veröffentlichen, quasi als „eine Art legales BOOTLEG, kein Plattenlabel“, zumal auch die Aufnahmequalität viel besser war als erwartet.
Das Zusammentreffen mit zwei Blechbläsern, Daniel Casimir und Gerhard Gschlößl an Posaunen und Tuben, sei eine ziemlich neue Formel, die Silke Eberhard von ihrem gewohnten Arbeitsumfeld entfernt, wo die rhythmische Basis entscheidend und die Bindung an die Dolphy- und Mingus-Ästhetik wichtig sei, schrieb Franpi Barriaux. Allerdings hatte man sie auch bereits in eher improvisierten Kontexten gehört [etwa mit Dave Rempis, Kent Kessler und Mike Reed in Exposure], und genau dieser Aspekt werde hier untersucht, wie das lange Stück „TRIO 1“ zeigen würde, in dem sie manchmal ihr Hauptinstrument Saxophon gegen ein koreanisches Taepyeongso eintauscht, das sie kurz zuvor entdeckt hatte. Dem schließen sich fünf Soli der Beteiligten an, bevor man abschließend bei „TRIO 2“ wieder zum gemeinsamen Spiel zusammenkommt.
Das Frontcover stammt von der Berliner Malerin Franziska Beilfuß.

## Titelliste

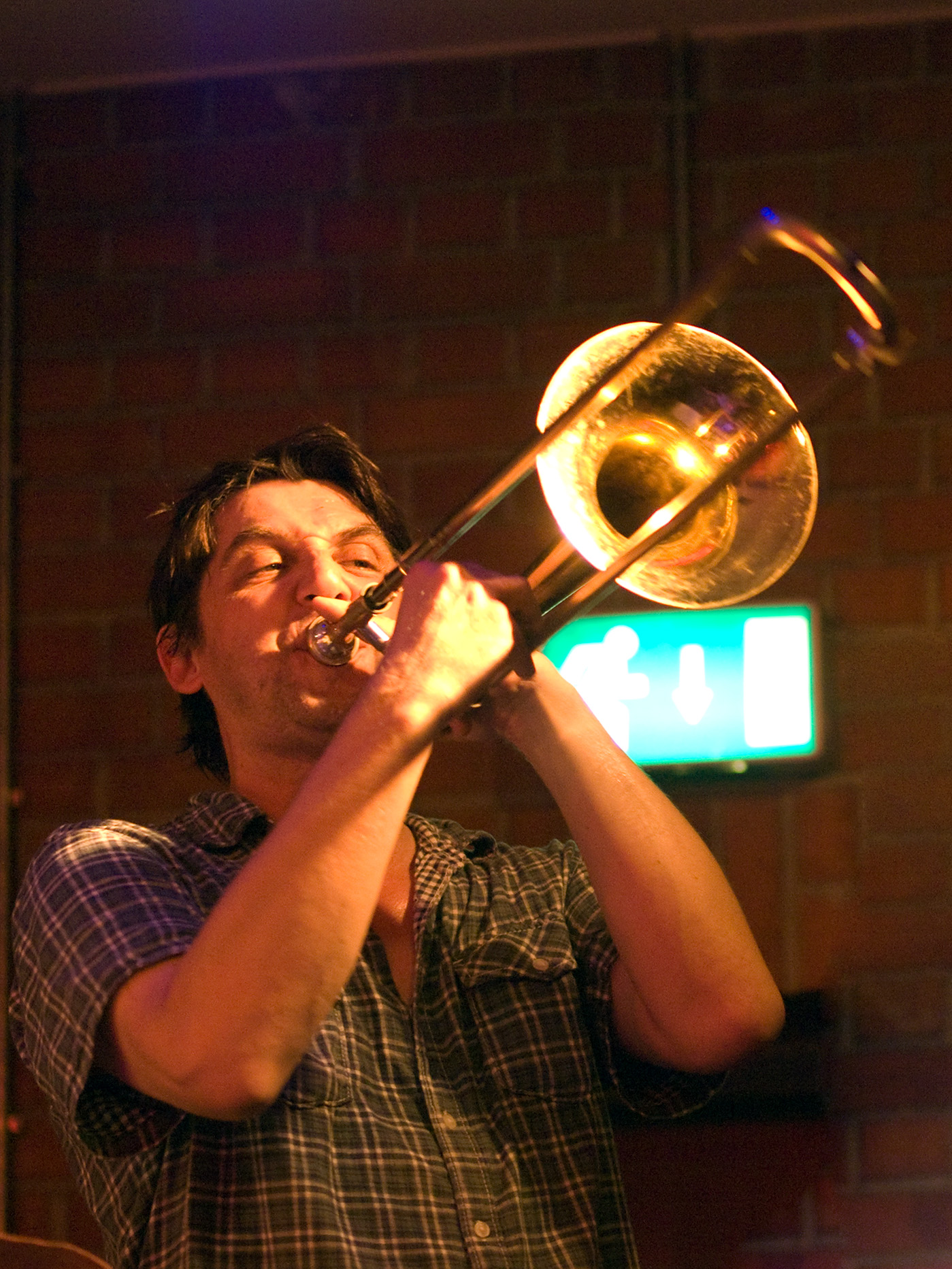
Gerhard Gschlössl im Jazzclub Unterfahrt München 2010

- Silke Eberhard, Daniel Casimir, Gerhard Gschlößl: Bootleg

1. TRIO 1 (Eberhard/Casimir/Gschlößl) 22:59
2. Solo Daniel Tuba (Casimir) 4:49
3. Solo Daniel Trombone (Casimir) 3:11
4. Solo Silke Saxophone (Eberhard) 8:12
5. Solo Gerhard Tuba (Gschlößl) 3:08
6. Solo Gerhard Trombone (Gschlößl) 5:01
7. TRIO 2 (Eberhard/Casimir/Gschlößl) 6:47

## Rezeption
Dies seien sehr schöne Improvisationen, schrieb Franpi Barriaux in Citizen Jazz. Der Dialog zwischen den Musikern sei ausgelassen fröhlich und schön komplex, insbesondere im „Trio 2“ in Form einer Zugabe, wo Eberhard in seiner einfachsten Form, an der Schwelle zur Stille, auf dem engmaschigen Geflecht der Posaunen spielt. In der Gesellschaft der Posaunisten, die jeweils auf einer Tonspur spielen, könne Silke Eberhard sich ihrer Leidenschaft hingeben, auch der Stille. Die Kräfte, die im Trio präsent sind, seien beeindruckend: Wenn es nicht mehr darum gehe, Daniel Casimir, dessen Karriere größtenteils in Frankreich spielt, beim Label Yolk zu präsentieren, könne man beim Hören des Spiels mit Gerhard Gschlößl eine Entdeckung ausgezeichneter Musiker machen. Man kannte Gschlößl bereits aus Eberhards Potsa Lotsa, aber auch an der Seite von Gebhard Ullmann, und hier zeige er sich in seinen beiden Soli, auf der Tuba und auf der Posaune, als sehr gut strukturierend. Dies sei ein schönes Konzert gewesen.